# ريس إسحاق
ريس إسحاق (بالإنجليزية: Rhys Isaac)‏ هو مؤرخ جنوب أفريقي، ولد في 20 نوفمبر 1937 في كيب تاون في جنوب أفريقيا، وتوفي في 7 أكتوبر 2010 في Blairgowrie, Victoria ‏ في أستراليا بسبب سرطان.